# Kvarnsjön (Håsjö socken, Jämtland)
Kvarnsjön är en sjö i Bräcke kommun i Jämtland och ingår i Indalsälvens huvudavrinningsområde. Sjön har en area på 0,0754 kvadratkilometer och ligger 237 meter över havet. Sjön avvattnas av vattendraget Singsån (Prästån).

## Delavrinningsområde
Kvarnsjön ingår i det delavrinningsområde (698992-152761) som SMHI kallar för Ovan 699113-152781. Medelhöjden är 280 meter över havet och ytan är 4,37 kvadratkilometer. Räknas de 15 avrinningsområdena uppströms in blir den ackumulerade arean 117,24 kvadratkilometer. Singsån (Prästån) som avvattnar avrinningsområdet har biflödesordning 2, vilket innebär att vattnet flödar genom totalt 2 vattendrag innan det når havet efter 115 kilometer. Avrinningsområdet består mestadels av skog (91 procent). Avrinningsområdet har 0,08 kvadratkilometer vattenytor vilket ger det en sjöprocent på 1,7 procent.